# Saint Paul, Minnesota
Saint Paul är delstatshuvudstad och näst största stad i Minnesota, USA. Den ligger i Ramsey County vid Mississippifloden. Minnesotas största stad Minneapolis ligger precis på andra sidan floden. 
Järnvägen har haft stor betydelse för Saint Pauls framväxt och tidigt anlades ett flertal järnvägar till staden, bland andra Northern Pacific Railway och Great Northern Railway. Det sistnämnda bolaget hade även huvudkontor i staden.
Sevärda platser i Saint Paul är katedralen och Minnesotas kongressbyggnad.
Ishockeyfilmen Mighty Ducks D3 spelades in i Saint Paul Minnesota.
I staden finns också Saint Pauls kammarorkester och NHL-laget Minnesota Wild, som spelar sina hemmamatcher i Xcel Energy Center (2007). I närheten av Saint Paul ligger köpcentret Mall of America, Bloomingtoni och Minnesota State Fair. 
I Saint Paul föddes författaren F Scott Fitzgerald, trummisen Chad Smith, den alpina skidåkaren Lindsey Vonn och rapparen Eyedea
Ett stort företag, som har sitt huvudkontor i staden, är 3M som tillverkar Scotch-tape, Thinsulate PELTOR och Post-It.

## Geografi och demografi

### Saint Paul i siffror
(gällande år 2000):
- Storlek: 
  - 145,5 km²
  - 136,7 km² land
  - 8,8 km² vatten. Den totala ytan som består av vatten utgör 6,07% av den totala ytan.
- Invånare: 287 151
  - 67,02% vita
  - 11,71% afro-amerikaner
  - 1,13% indianer
  - 12,36% asiater
  - 0,07% västindier
  - 7,71% övriga världen
- Hushåll: 112 109
- Åldersgrupper:
  - 0-18 27,1%
  - 18-24 12,5%
  - 25-44 32,0%
  - 45-64 18,0%
  - 65- 10,3%
    - Medelåldern är 31 år
    - På 100 kvinnor går det 93,6 män
- Medelinkomst:
  - Invånare: $38 774
  - Familjer: $48 925
  - Män: $35 111
  - Kvinnor: $29 432
  - Stadens medelinkomst per invånare: $20 216

## Resa i Saint Paul

### Marktransport
De flesta av invånarna i staden har tillgång till bil men kollektivtrafiken är också väl utbyggd. Den sköts av företaget Metro Transit som har bussar och från och med den 26 juni 2004 även en spårväg, Hiawatha Line som går till Minneapolis.
I den centrala delen av Saint Paul finns ett system av sk. skyways som förbinder byggnader med varandra, så man slipper gå utomhus om man vill. Det finns även ett väl utbyggt system av cykelbanor.

### Flyg
Mellan Minneapolis och Saint Paul ligger Minneapolis-Saint Paul International Airport. Det största flygbolaget som opererar på denna flygplats är Northwest Airlines, men även ett antal lågprisbolag har tillkommit under senare år.

## Skolor
- Community of Peace Academy
- Macalester College
- College of Saint Catherine
- Cretin-Derham Hall
- Highland Park High School
- Saint Paul Academy and Summit School

### Fotnoter
1. ↑  läs online, it-ch.topographic-map.com .[källa från Wikidata]
2. ↑  United States Census 2010, läs online, läst: 9 juli 2020.[källa från Wikidata]
3. ↑  United States Census Bureau (red.), USA:s folkräkning 2020, läs online, läst: 1 januari 2022.[källa från Wikidata]
4. ↑  hämtat från: hebreiskspråkiga Wikipedia.[källa från Wikidata]
5. ↑  läs online, www.stpaul.gov , läst: 24 mars 2022.[källa från Wikidata]
6. ↑  ”Saint Paul”. Nationalencyklopedin. https://www.ne.se/uppslagsverk/encyklopedi/l%C3%A5ng/saint-paul. Läst 15 augusti 2018.
7. ↑  Jane McClure. ”Capitol Heights” (på engelska). http://saintpaulhistorical.com/items/show/159. Läst 15 augusti 2018.
8. ↑  ”Saint Paul on the Silver Screen” (på engelska). Visit Saint Paul. https://www.visitsaintpaul.com/blog/saint-paul-on-the-silver-screen/. Läst 15 augusti 2018.
9. ↑  Tobias Österberg (1 oktober 2007). ”Fakta om alla NHL-klubbarna” (på svenska). Sportbladet. https://www.aftonbladet.se/sportbladet/hockey/a/G1xV3x/fakta-om-alla-nhl-klubbarna. Läst 15 augusti 2018.
10. ↑  ”Lindsey Vonn”. Eurosport. 29 januari 2018. https://www.eurosport.se/alpint/pyeongchang/2018/lindsey-vonn_sto6504807/story.shtml. Läst 15 augusti 2018.